# Ordem dos Celestinos

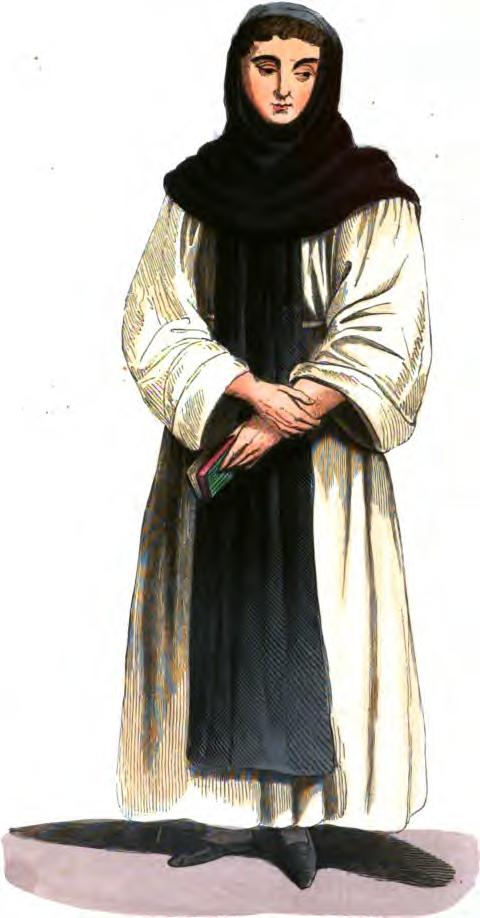
Frade Celestino com o seu hábito religioso.

Ordem dos Celestinos (Latim: Ordo Coelestinorum), (sigla O.S.B.Coel.) era uma ordem monástica católica romana, um ramo dos beneditinos, fundado em 1248. No fundamento da nova regra, eles foram chamados eremitas de São Damiano, ou moronitas (ou murronitas), e não assumiram a denominação de Celestines até depois da eleição do fundador, Peter de Morone (Pietro Murrone), para o papado como Celestino V. Eles usaram as iniciais pós-nominais OSB Cel. A ordem foi absorvida pela Ordem da Santíssima Anunciação de 1778 pela ordem do Papa Pio VI em 1776. Em 1810, os últimos celestinos foram transferidos.

## Fundação
A fama da vida santa e as austeridades praticadas por Pietro Morone em sua solidão na montanha de Majella, perto de Sulmona, atraíram muitos visitantes, muitos dos quais foram movidos a permanecer e compartilhar seu modo de vida. Eles construíram um pequeno convento no local habitado pelo santo eremita, que se tornou pequeno demais para acomodar aqueles que vieram compartilhar sua vida de privações. Pedro de Morone (mais tarde Papa Celestine V), seu fundador, construiu vários outros pequenos oratórios naquele bairro.
Por volta de 1254, Pedro de Morone deu à ordem uma regra formulada de acordo com suas próprias práticas. Em 1264, a nova instituição foi aprovada como um ramo dos beneditinos pelo Papa Urbano IV; no entanto, o próximo Papa Gregório X ordenou que todas as ordens fundadas desde o anterior Conselho Lateranense não fossem mais multiplicadas. Ouvindo o boato de que a ordem deveria ser suprimida, o recluso Peter viajou para Lyon, onde o papa estava realizando um conselho. Lá, ele convenceu Gregório a aprovar sua nova ordem, tornando-a um ramo dos beneditinos e seguindo o governo de Regra de São Bento, mas adicionando severidades e privações adicionais. Gregório tomou-o sob a proteção papal, assegurou-lhe a posse de todos os bens que pudesse adquirir e concedeu-lhe isenção da autoridade do comum. Nada mais foi necessário para garantir a rápida disseminação da nova associação e Pedro, o eremita de Morone, viveu para se ver "Superior Geral" de trinta e seis mosteiros e mais de seiscentos monges.

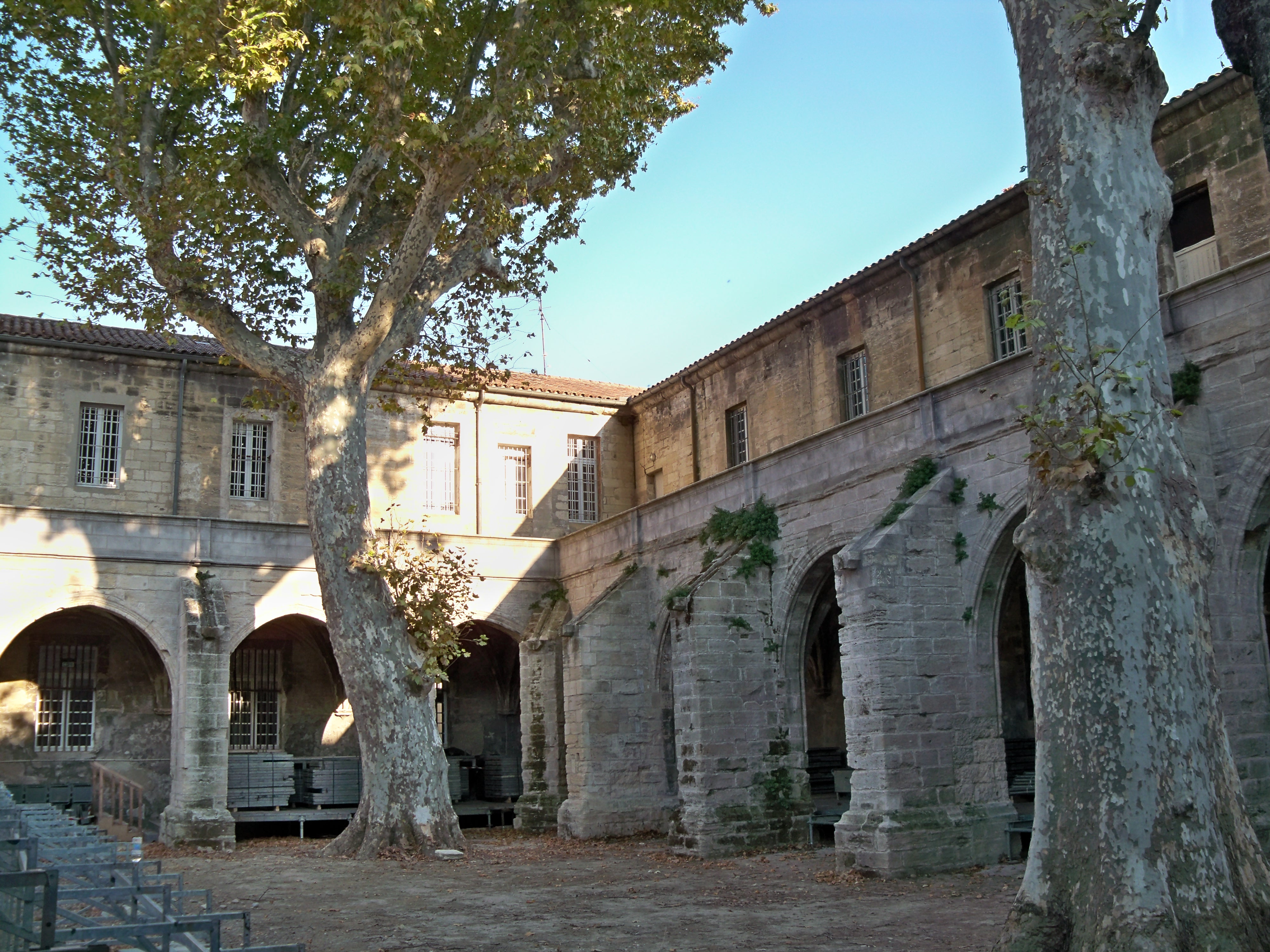
Claustro celestino. Avignon, França

Assim que viu sua nova ordem assim consolidada, entregou o governo a um certo Robert e retirou-se mais uma vez para um local ainda mais remoto, para se dedicar à penitência e à oração solitárias. Logo depois, em um capítulo da ordem realizada em 1293, o mosteiro original de Majella sendo considerado desolado e exposto a um clima rigoroso demais, foi decidido que a Abadia do Espírito Santo em Monte Morrone, localizada em Sulmona, deveria ser a sede da ordem e a residência do Superior Geral, onde continuou por séculos. No ano seguinte, Pedro de Morrone, apesar de sua relutância, foi eleito Papa pelo nome de Celestino V. A partir daí, a ordem que ele fundou tomou o nome de Celestinos. Durante seu curto reinado como Papa, o ex-eremita confirmou o domínio da ordem, que ele próprio compôs, e conferiu à sociedade uma variedade de graças e privilégios especiais. Na única criação de cardeais promovida por ele, entre os doze criados para o roxo, havia dois monges de sua ordem. Ele também visitou pessoalmente o mosteiro beneditino em Monte Cassino, onde ele convenceu os monges a aceitar seu governo mais rigoroso. Ele enviou cinquenta monges de sua ordem para apresentá-lo, que permaneceram lá por apenas alguns meses.
Após a morte do fundador, a ordem foi favorecida e privilegiada por Papa Bento XI, e rapidamente se espalhou pela Itália, Alemanha, Flandres e França, onde foram recebidas por Filipe IV de França, em 1300. A administração da ordem foi levada um pouco depois o padrão de Cluny, ou seja, todos os mosteiros estavam sujeitos à Abadia do Espírito Santo em Sulmona, e essas casas dependentes foram divididas em províncias. Os celestinos tinham noventa e seis casas na Itália, vinte e uma na França e algumas na Alemanha.
Posteriormente, os celestinos franceses, com o consentimento dos superiores italianos da ordem, e do Papa Martinho V em 1427, obtiveram o privilégio de fazer novas constituições para si mesmos, o que fizeram no século XVII em uma série de regulamentos aceitos pelo capítulo provincial em 1667. Naquela época, a congregação francesa da ordem era composta por 21 mosteiros, cujo chefe era o de Paris, e era governada por um provincial com a autoridade do general. Paulo V foi um notável benfeitor da ordem. A ordem foi extinta no século XVIII.

## Descrição do pedido
De acordo com suas constituições especiais, os celestinos costumavam dizer matinas no coral às duas horas da manhã e sempre se abster de comer carne, salvo doenças. As regras distintas de sua ordem em relação ao jejum são numerosas, mas não mais severas que as de congregações semelhantes, embora muito mais do que é exigido pela antiga regra beneditina. Ao ler suas instruções minuciosas para diversos graus de abstinência em vários dias, é impossível evitar ser atingido pela convicção de que o grande objetivo dos autores dessas regras era o objetivo geral de garantir um modo ascético de vida.
Os celestinos usavam uma batina de lã branca amarrada com uma faixa de linho e um cinto de couro da mesma cor, com um escapulário solto no corpo do vestido e um capuz preto . Não lhes era permitido usar camisa, exceto sarja . Em suma, o vestido deles era muito parecido com o dos cistercienses. Mas é uma tradição na ordem que, na época do fundador, eles usassem um pano marrom grosso. A igreja e o mosteiro de San Pietro in Montorio pertenciam originalmente aos celestinos em Roma ; mas eles foram expulsos por Sisto IV] para dar lugar a Franciscanos, recebendo do Papa em troca da Igreja de Santo Eusébio de Vercelli com a mansão adjacente por um mosteiro.